# Salomó d'Urgell-Cerdanya
Salomó (? - c. 869) fou comte d'Urgell i Cerdanya (848 - 869). Segons l'historiador Abadal, Salomó recollí la successió del seu possible parent Sunifred I a la mort d'aquest el 848. Aparentment, per defensar els drets dels seus fills menors d'edat. Així doncs Salomó seria germà o més segurament nebot de Bel·ló de Carcassona. Degué ser ratificat a l'assemblea de Narbona de l'octubre del 849. Se l'esmenta en la narració d'un viatge a Còrdova cap al 863, aparentment per demanar la devolució de les restes de Sant Vicenç que estaven en poder del valí de Saragossa (vegeu Trasllat de les relíquies de Sant Vicenç). Abadal pensa que més probablement fou un viatge diplomàtic per negociar la neutralitat o l'aliança de Còrdova, donada la rebel·lió d'Humfrid de Barcelona el 862 (i que va durar fins al 864). Encara apareix en un judici l'agost del 868 però el 870 ja s'esmenta com a nou comte a Guifré el Pilós, pel que cal suposar que va morir cap al 869.